# 朝倉希一
朝倉 希一（あさくら きいち 1883年（明治16年）3月12日 - 1978年（昭和53年）4月20日）は、明治から昭和期の機械工学者、鉄道技術者。

## 略歴
1883年、東京府荏原郡馬込町に旧薩摩藩士で、東京府士族・朝倉本生の長男として生まれる。父は維新後警視庁に入り、鍛治橋監獄（後の市谷刑務所）の副典獄や東京博善監査役などを務めた。
1908年、東京帝国大学機械科を卒業し、帝国鉄道庁に入庁。1910年、海外留学。1912年12月に帰国し、鉄道院運輸部工作課長 島安次郎の構想に基づき製造したのが9600形蒸気機関車であった。1919年、ヨーロッパ出張。その後、朝倉が設計主任となってC51形蒸気機関車を設計した。1922年、工学博士を取得。1924年、鉄道省工作局車両課員。1933年、鉄道省工作局長就任。1936年、鉄道省を退官。1949年、神奈川大学教授に就任。1957年、十河信二日本国有鉄道（国鉄）総裁、島秀雄国鉄技師長と共に東海道幹線調査会委員に就任。日本機械学会会長、衛生工業協会会長、日本鉄道技術協会会長、日本ボイラ協会会長等を歴任。1978年4月20日死去。享年95。

## 家族
- 父・朝倉本生 ‐ 東京府士族。[1]
- 妻・タキ（1900-） ‐ 亀山和蔵の二女[1]。東京府立第三高女卒[4]。和蔵は工部省製機所出身の職人で、日本電気の技術者。[5]
- 義兄・森川惣助 ‐ 姉の夫。[1]

## 著書
晩年まで多くの鉄道技術に関する著書を執筆した。
- 『技術随筆 汽車』
- 『解説工業標準化』
- 『機関車抵抗並牽引力』
- 『金属の磨耗』
- 『技術生活五十年』
- 『工場実践道徳』
- 『人生を考えよう』
- 『鉄道車両（上、下）』
- 『東京十五区物語』
- 『よだれ物語百話』